# Zizou Bergs
Zizou Bergs (Lommel, 3 giugno 1999) è un tennista belga.
In singolare ha disputato due finali nel circuito maggiore, ha vinto alcuni tornei nei circuiti minori e i suoi migliori ranking ATP sono stati il 49º posto in singolare nel maggio 2025 e il 265º in doppio nel novembre 2023. Ha esordito nella squadra belga di Coppa Davis nel settembre 2021.

## Carriera

### Tra gli juniores
Gioca nell'ITF Junior Circuit tra il 2014 e il 2017 vincendo 5 titoli in singolare e 5 in doppio, tutti in tornei minori. Nelle prove juniores del Grande Slam disputa in doppio la semifinale agli US Open 2016 e i quarti di finale agli US Open 2017. Nel giugno 2017 raggiunge il 12º posto nel ranking mondiale di categoria.

### 2014-2020, esordi tra i professionisti, primi titoli ITF e debutto nel circuito ATP
Esordisce nei tornei professionistici ITF nel 2014 alle qualificazioni del torneo di De Panne, anche se conquista il primo titolo soltanto quattro anni più tardi, sia in singolare che in doppio.
Nel 2020 riceve una wild card per l'European Open di Anversa, partecipando così per la prima volta a un torneo dell'ATP Tour. Nell'occasione ottiene anche la prima vittoria nel tabellone principale di un torneo del massimo circuito professionistico, sconfiggendo Albert Ramos Viñolas, per poi essere eliminato al secondo turno da Karen Chačanov.

### 2021, primi titoli Challenger ed esordio in Coppa Davis
Nel 2021 vince i primi tornei Challenger a San Pietroburgo, Lilla e Almaty. A luglio supera le qualificazioni allo Swiss Open di Gstaad, vince un altro incontro nel circuito maggiore battendo al primo turno Oscar Otte e viene eliminato al secondo da Laslo Đere; a fine torneo entra per la prima volta nella top 200 del ranking. A settembre esordisce con una sconfitta in singolare nella squadra belga di Coppa Davis in occasione della sfida vinta 3–2 contro la Bolivia.

### 2022, esordio nei tornei del Grande Slam e un titolo Challenger 125
Nella prima parte del 2022 disputa un solo incontro nel circuito maggiore ed è impegnato soprattutto nei Challenger, ad aprile torna a disputare una finale a Saint-Brieuc e viene sconfitto da Jack Draper. Perde anche la finale a Troisdorf e si riscatta a giugno battendo Jack Sock nella finale del Challenger 125 di Ilkley. Entra per la prima volta nel tabellone principale di uno Slam a Wimbledon con una wild card e viene eliminato al turno di esordio. Alle qualificazioni degli US Open viene sconfitto al turno decisivo e la settimana dopo perde la finale al Challenger di Manacor. Supera le qualificazioni all'ATP di Metz e si ritira durante il match di primo turno; a fine torneo porta il best ranking alla 128ª posizione mondiale.

### 2023, tre titoli Challenger in singolare e uno in doppio
Inizia la stagione 2023 alla United Cup e perde i due incontri disputati. Supera per la prima volta le qualificazioni di un torneo del Grande Slam agli Australian Open e viene subito eliminato da Laslo Đere, risultati con cui sale al 112º posto del ranking. Nelle qualificazioni di Coppa Davis perse 3–2 contro la Corea del Sud a Seul sconfigge il quotato Kwon Soon-woo e perde il singolare decisivo contro il nº 232 ATP Hong Seong-chan. A marzo vince il suo primo titolo Challenger in doppio al Città di Lugano in coppia con David Pel, seguito ad aprile dal Tallahassee Tennis Challenger, con il successo in finale su Wu Tung-lin. Si prende la rivincita su Djere al primo turno dell'ATP 250 Swiss Open Gstaad e viene sconfitto al terzo set nei quarti di finale da Miomir Kecmanović. A fine stagione conquista i titoli in singolare ai Challenger di Drummondville e Yokkaichi superando nelle rispettive finali James Duckworth e Michael Mmoh.

### 2024, primi quarti ATP, terzo turno al Roland Garros e 61º nel ranking
Agli Australian Open 2024 supera le qualificazioni e al primo turno cede a Stefanos Tsitsipas dopo aver vinto il primo set. Subito dopo guida il Belgio nel trionfo per 3–1 in Croazia in Coppa Davis vincendo entrambi i singolari. Ad aprile porta il miglior ranking al 103º posto dopo la finale persa contro Thanasi Kokkinakis al Sarasota Open e quella vinta al Tallahassee Challenger contro Mitchell Krueger. Vince i suoi primi incontri in carriera in una prova del Grande Slam al Roland Garros con i successi sul nº 24 del mondo Alejandro Tabilo e su Maximilian Marterer e viene eliminato in quattro set dal top 10 Grigor Dimitrov, risultati con cui fa il suo primo ingresso in top 100, all'81ª posizione. Sale alla 73ª dopo aver superato le qualificazioni a Wimbledon, dove cede al primo turno del main draw ad Arthur Cazaux al tie-break del quinto set.
Al suo esordio olimpico, al primo turno dei Giochi di Parigi viene eliminato da Tsitsipas con il punteggio di 6–7, 6–1, 1–6. A Winston-Salem esce al terzo turno per mano di Alex Michelsen dopo aver sconfitto il nº 34 del mondo Tomás Martín Etcheverry. I progressi in classifica gli consentono di entrare per la prima volta nel tabellone principale di uno Slam – agli US Open – senza una wild card o essere passato per le qualificazioni. Si spinge fino al secondo turno e porta il miglior ranking alla 72ª posizione. Nella fase a gruppi delle Finals di Coppa Davis
sconfigge i top 40 Tallon Griekspoor e Flavio Cobolli, ma il Belgio viene eliminato per il quoziente set. Si spinge fino al secondo turno allo Shanghai Masters e sale alla 69ª posizione mondiale. Successivamente raggiunge per la prima volta in carriera i quarti di finali nei tornei ATP 250 di Anversa e Metz, oltre al secondo turno del Paris Masters, grazie a questi buoni risultati migliora ulteriormente il suo ranking salendo alla 61ª posizione.

## Statistiche
Aggiornate all'11 gennaio 2025.

### Finali perse (2)
| Legenda              |
| Grande Slam (0)      |
| ATP Finals (0)       |
| ATP Masters 1000 (0) |
| ATP Tour 500 (0)     |
| ATP Tour 250 (2)     |

| N. | Data            | Torneo                          | Superficie | Avversario in finale | Punteggio   |
| 1. | 11 gennaio 2025 | Auckland Open, Auckland         | Cemento    | Gaël Monfils         | 3–6, 4–6    |
| 2. | 15 giugno 2025  | Rosmalen Open, 's-Hertogenbosch | Erba       | Gabriel Diallo       | 5–7, 6(8)–7 |

### Tornei minori

#### Singolare

##### Vittorie (12)
| Legenda tornei minori |
| Challenger (8)        |
| ITF (4)               |

| N.  | Data             | Torneo                                       | Superficie  | Avversario in finale | Punteggio           |
| 1.  | 21 gennaio 2018  | Turkey F2, Adalia                            | Cemento     | Dimitar Kuzmanov     | 6-3, 6-4            |
| 2.  | 6 maggio 2018    | Poland F1, Wisła                             | Terra rossa | Michael Vrbenský     | 3-6, 6-1, 6-2       |
| 3.  | 17 marzo 2019    | M15 Doha, Doha                               | Cemento     | Adrian Obert         | 6-4, 6-1            |
| 4.  | 29 novembre 2020 | M15 Bratislava, Bratislava                   | Cemento (i) | Bogdan Bobrov        | 6-4, 6-2            |
| 5.  | 7 marzo 2021     | St. Petersburg Challenger I, San Pietroburgo | Cemento     | Altuğ Çelikbilek     | 6-4, 3-6, 6-4       |
| 6.  | 28 marzo 2021    | Play In Challenger Lille, Lilla              | Cemento     | Grégoire Barrère     | 4-6, 6-1, 7–6(5)    |
| 7.  | 13 giugno 2021   | Almaty Challenger I, Almaty                  | Terra rossa | Timofej Skatov       | 4-6, 6-3, 6-2       |
| 8.  | 19 giugno 2022   | Ilkley Trophy, Ilkley                        | Erba        | Jack Sock            | 7–6(7), 2-6, 7–6(6) |
| 9.  | 23 aprile 2023   | Tallahassee Challenger, Tallahassee          | Terra verde | Wu Tung-lin          | 7-5, 6-2            |
| 10. | 19 novembre 2023 | Challenger de Drummondville, Drummondville   | Cemento (i) | James Duckworth      | 6-4, 7-5            |
| 11. | 3 dicembre 2023  | Yokkaichi Challenger, Yokkaichi              | Cemento     | Michael Mmoh         | 6-2, 7-6(2)         |
| 12. | 21 aprile 2024   | Tallahassee Challenger, Tallahassee          | Terra verde | Mitchell Krueger     | 6–4, 7–6(9)         |

##### Sconfitte in finale (8)
| Legenda tornei minori |
| Challenger (4)        |
| ITF (4)               |

| N. | Data             | Torneo                               | Superficie  | Avversari in finale | Punteggio        |
| 1. | 1º luglio 2018   | Belgium F2, Arlon                    | Terra rossa | Juan Pablo Varillas | 6(6)–7, 6-4, 1-6 |
| 2. | 29 luglio 2018   | Belgium F5, Duinbergen               | Terra rossa | Jeroen Vanneste     | 6(2)–7, 3-6      |
| 3. | 26 gennaio 2020  | M15 Monastir, Monastir               | Cemento     | Nuno Borges         | 4-6, 6(6)–7      |
| 4. | 16 febbraio 2020 | M15 Heraklion, Candia                | Cemento     | Clement Geens       | 6-3, 4-6, 1-6    |
| 5. | 3 aprile 2022    | Open Harmonie mutuelle, Saint-Brieuc | Cemento (i) | Jack Draper         | 2-6, 7-5, 4-6    |
| 6. | 29 maggio 2022   | Troisdorf Challenger, Troisdorf      | Terra rossa | Lukáš Klein         | 2-6, 4-6         |
| 7. | 4 settembre 2022 | Rafa Nadal Open, Manacor             | Cemento     | Luca Nardi          | 6(2)-7, 6-3, 5-7 |
| 8. | 14 aprile 2024   | Sarasota Open, Sarasota              | Terra verde | Thanasi Kokkinakis  | 3-6, 6-1, 0-6    |

#### Doppio

##### Vittorie (5)
| Legenda tornei minori |
| Challenger (1)        |
| ITF (4)               |

| N. | Data             | Torneo                    | Superficie  | Compagno             | Avversari in finale                | Punteggio        |
| 1. | 11 marzo 2018    | Qatar F2, Doha            | Cemento     | Fred Simonsson       | Marek Gengel Matěj Vocel           | 6-4, 3-6, [10-6] |
| 2. | 10 marzo 2019    | M15 Doha, Doha            | Cemento     | Geoffrey Blancaneaux | Arnaud Bovy Jesper de Jong         | 6-2, 6-4         |
| 3. | 18 agosto 2019   | M15 Koksijde, Koksijde    | Terra rossa | Dan Added            | Romain Barbosa Arnaud Bovy         | 6-4, 3-6, [10-3] |
| 4. | 24 novembre 2019 | M15 Monastir, Monastir    | Cemento     | Francesco Vilardo    | Aziz Dougaz Benjamin Lock          | 6-3, 6-4         |
| 5. | 11 marzo 2023    | Challenger Lugano, Lugano | Cemento (i) | David Pel            | Constantin Frantzen Hendrik Jebens | 6-2, 7-6(6)      |

##### Sconfitte in finale (4)
| Legenda tornei minori |
| Challenger (0)        |
| ITF (4)               |

| N. | Data             | Torneo                   | Superficie  | Compagno          | Avversari in finale                     | Punteggio           |
| 1. | 4 marzo 2018     | Qatar F1, Doha           | Cemento     | Scott Griekspoor  | Jonas Merckx Fred Simonsson             | 7–6(3), 3-6, [4-10] |
| 2. | 3 giugno 2018    | Italy F12, Reggio Emilia | Terra rossa | Maxime Tabatruong | Tuna Altuna Alexandar Lazov             | 4-6, 2-6            |
| 3. | 27 ottobre 2019  | M15 Benicarló, Benicarló | Terra rossa | Tiago Cação       | Pablo Llamas Ruiz Benjamin Winter Lopez | 3-6, 4-6            |
| 4. | 22 dicembre 2019 | M15 Doha, Doha           | Terra rossa | Zura Tkemaladze   | Simon Freund Jonathan Mridha            | 1-6, 0-6            |